# エクトル・オリベラ
エクトル・オリベラ・アマロ（Héctor Olivera Amaro , 1985年4月5日 - ）は、キューバ共和国サンティアーゴ・デ・クーバ州サンティアーゴ・デ・クーバ出身の元プロ野球選手（内野手）。右投右打。
父のエクトル・オリベラ・シニアもキューバリーグで活躍した選手で、1980年8月に東京で開催されたアマチュア・ワールドシリーズでキューバ代表として日本代表と決勝戦を戦った。

## 経歴

### キューバ時代
キューバ代表の実績としては2006年の第1回WBC一次候補に入った。
2007年8月にはB代表としてオランダのロッテルダムで開催された第11回ワールドポート・トーナメントに出場。同年11月の第37回IBAFワールドカップでA代表メンバー入り。
2008年8月の北京オリンピックの野球キューバ代表に選出された。
2009年3月の第2回WBCのキューバ代表に選出された。
2010年10月の第17回インターコンチネンタルカップでは27打数16安打の活躍で二塁手のベストナインに輝き、MVPを受賞した。
2012-2013シーズンは左上腕二頭筋の血栓症のため、国内リーグの試合を欠場している。2013年3月の第3回WBCに出場することも出来なかった。
2014年9月に亡命した。

### ドジャース傘下時代
2015年3月24日にロサンゼルス・ドジャースと6年契約総額6250万ドルで契約合意。ビザの発行が遅れ、5月19日に正式に契約。6月から傘下のマイナーで計12試合に出場した。

### ブレーブス時代
2015年7月30日にアトランタ・ブレーブス、ロサンゼルス・ドジャース、マイアミ・マーリンズの3球団による三角トレードが発生し、アレックス・ウッド、ジム・ジョンソン、ルイス・アビラン、ブロンソン・アローヨ、ホセ・ペラザとのトレードでパコ・ロドリゲス、ザック・バードとともにアトランタ・ブレーブスに移籍。この年はセプテンバー・コールアップでメジャーに昇格し、三塁手として24試合に出場し、打率.253・2本塁打・11打点・OPS0.715というまずまずの打撃成績を記録した。守備面では、24試合中21試合で三塁手を守る機会を得て、4失策・守備率.905という成績に終わり、やや不安定だった。オフに、外野手への転向を打診されると、プエルトリカン・ウィンターリーグに左翼手として参加した。
2016年は同じキューバ出身のアドニス・ガルシアが正三塁手となった影響で、左翼手へコンバートされた。4月13日、遠征先のワシントンD.C.のホテルで知人女性に暴行したとして逮捕され、同日付で制限リスト入りしている。5月26日に82試合の出場停止処分を科せられ、これを受け入れた。処分は4月30日に遡って適用される。7月30日にマット・ケンプとのトレードで、サンディエゴ・パドレスへ移籍。直後の8月2日にDFAとなり、そのままマイナーの試合にも出場することなく10日に解雇となった。

### ブレーブス退団後
2017年5月30日に独立リーグであるアトランティックリーグのシュガーランド・スキーターズと契約。

## 詳細情報

### 年度別打撃成績
| 年 度     | 球 団    | 試 合 | 打 席 | 打 数 | 得 点 | 安 打 | 二 塁 打 | 三 塁 打 | 本 塁 打 | 塁 打 | 打 点 | 盗 塁 | 盗 塁 死 | 犠 打 | 犠 飛 | 四 球 | 敬 遠 | 死 球 | 三 振 | 併 殺 打 | 打 率 | 出 塁 率 | 長 打 率 | O P S |
| --------- | -------- | ----- | ----- | ----- | ----- | ----- | -------- | -------- | -------- | ----- | ----- | ----- | -------- | ----- | ----- | ----- | ----- | ----- | ----- | -------- | ----- | -------- | -------- | ----- |
| 2003-2004 | SCU      | 67    | 132   | 119   | 32    | 38    | 6        | 3        | 1        | 53    | 11    | 5     | 0        | 4     | 0     | 7     | 0     | 2     | 20    | 7        | .319  | .367     | .445     | .813  |
| 2004-2005 | SCU      | 83    | 308   | 282   | 47    | 92    | 10       | 4        | 6        | 128   | 35    | 7     | 7        | 5     | 5     | 12    | 0     | 4     | 32    | 8        | .326  | .356     | .454     | .810  |
| 2005-2006 | SCU      | 77    | 296   | 252   | 42    | 66    | 8        | 4        | 3        | 91    | 35    | 5     | 6        | 5     | 3     | 35    | 0     | 1     | 24    | 6        | .262  | .351     | .361     | .712  |
| 2006-2007 | SCU      | 89    | 409   | 359   | 72    | 113   | 15       | 1        | 6        | 148   | 32    | 7     | 4        | 14    | 3     | 28    | 2     | 5     | 26    | 10       | .315  | .370     | .412     | .782  |
| 2007-2008 | SCU      | 84    | 394   | 323   | 91    | 114   | 25       | 3        | 10       | 175   | 45    | 21    | 1        | 2     | 0     | 55    | 0     | 14    | 28    | 6        | .353  | .467     | .542     | 1.009 |
| 2008-2009 | SCU      | 84    | 398   | 332   | 84    | 115   | 23       | 5        | 16       | 196   | 71    | 8     | 3        | 2     | 3     | 55    | 3     | 6     | 24    | 14       | .346  | .444     | .590     | 1.034 |
| 2009-2010 | SCU      | 89    | 411   | 345   | 76    | 111   | 34       | 4        | 14       | 195   | 54    | 0     | 1        | 4     | 4     | 56    | 1     | 2     | 29    | 9        | .322  | .415     | .565     | .980  |
| 2010-2011 | SCU      | 86    | 394   | 346   | 83    | 110   | 25       | 1        | 16       | 185   | 70    | 2     | 0        | 4     | 2     | 37    | 4     | 5     | 21    | 10       | .318  | .390     | .535     | .924  |
| 2011-2012 | SCU      | 60    | 264   | 214   | 48    | 73    | 10       | 0        | 17       | 134   | 42    | 0     | 1        | 2     | 0     | 44    | 6     | 4     | 22    | 7        | .341  | .462     | .626     | 1.088 |
| 2015      | ATL      | 24    | 87    | 79    | 4     | 20    | 4        | 1        | 2        | 32    | 11    | 0     | 0        | 0     | 1     | 5     | 0     | 2     | 12    | 2        | .253  | .310     | .405     | .715  |
| 2016      | ATL      | 6     | 21    | 19    | 2     | 4     | 1        | 0        | 0        | 5     | 2     | 0     | 0        | 0     | 1     | 1     | 0     | 0     | 5     | 1        | .211  | .238     | .263     | .501  |
| CNS：9年  | CNS：9年 | 659   | 3006  | 2572  | 575   | 832   | 156      | 25       | 89       | 1305  | 395   | 55    | 23       | 42    | 20    | 329   | 16    | 43    | 226   | 77       | .323  | .406     | .507     | .914  |
| MLB：2年  | MLB：2年 | 30    | 108   | 98    | 6     | 24    | 5        | 1        | 2        | 37    | 13    | 0     | 0        | 0     | 2     | 6     | 0     | 2     | 17    | 3        | .245  | .296     | .378     | .674  |

- 2016年度シーズン終了時
- キューバで通常用いられる個人通算成績は、プレーオフや選抜リーグなども合算するため、この表の合計とは一致しない

### 表彰
国際大会
- 第38回ワールドカップ二塁手ベストナイン （2009年）
- 第17回インターコンチネンタルカップMVP・二塁手ベストナイン （2010年）

### 背番号
- 28 (2015年 - 2016年)

### 代表歴
- 2007 ワールド・ポート・トーナメント キューバ代表
- 2007 IBAFワールドカップ キューバ代表
- 2008年北京オリンピックの野球競技・キューバ代表
- 2009 ワールド・ベースボール・クラシック・キューバ代表
- 2009 IBAFワールドカップ キューバ代表
- 2010年世界大学野球選手権大会キューバ代表
- 2010 IBAFインターコンチネンタルカップ キューバ代表